# Harrison (Nebraska)
Pour les articles homonymes, voir Harrison.
Harrison est une commune américaine située dans l'État du Nebraska. Elle est le siège du comté de Sioux.

## Histoire
Harrison s’appelait à l’origine Bowen. La commune a été rebaptisée en 1887, en l’honneur du Président Benjamin Harrison.

## Géographie
Harrison est situé dans les Grandes Plaines américaines. Elle a la plus haute altitude de toutes les villes du Nebraska.
La région autour de Harrison se compose en grande partie de plaines couvertes d’herbe. Les graminées et les autres plantes présentes comprennent le little bluestem, la prairie sandreed, le blue grama. Les fleurs sauvages de la région comprennent le lupin, l’araignée, la giroflée occidentale et le tournesol. 